# Homarus americanus

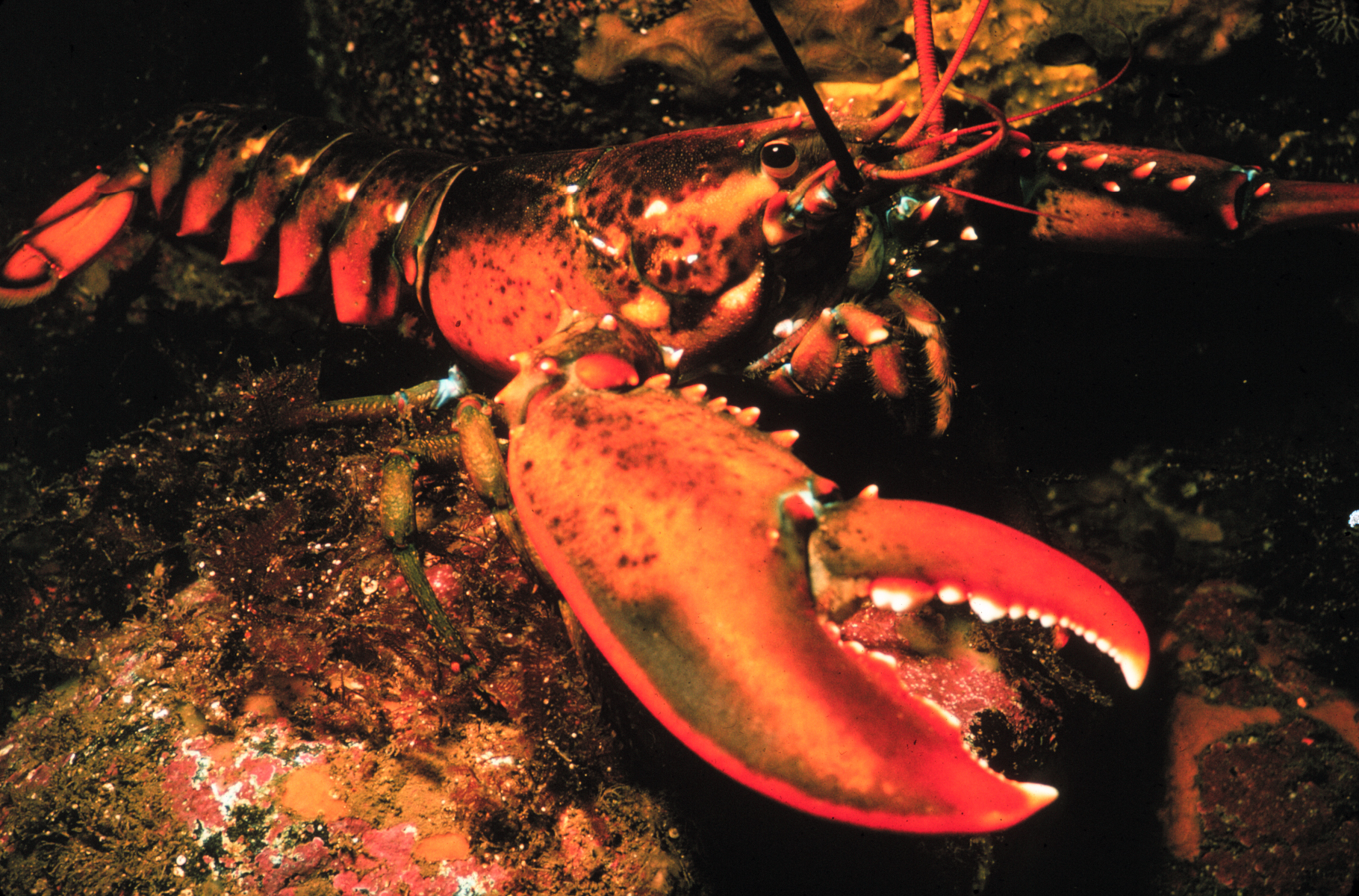
Lagosta-amaericana.

Homarus americanus H. Milne-Edwards, 1837, conhecida pelos nomes comuns de lavagante, lagosta-americana ou lagosta-do-Maine, é um crustáceo decápode da família Nephropidae dos fundos rochosos das águas escuras e frias das costas do noroeste do Oceano Atlântico, desde a Terra Nova até à Carolina do Sul. A espécie pode atingir os 64 cm de comprimento e um peso de 20 kg, o que faz da espécie o crustáceo mais pesado que se conhece. Apesar de apresentar diversas variantes, os exemplares adultos apresentam em geral coloração azul-esverdeada a acastanhada, com espinhos avermelhados. A espécie é estritamente aparentada com o lavagante europeu (Homarus gammarus), do qual se distingue pela sua coloração e pela ausência de espinhos na face inferior do rostro.

## Descrição

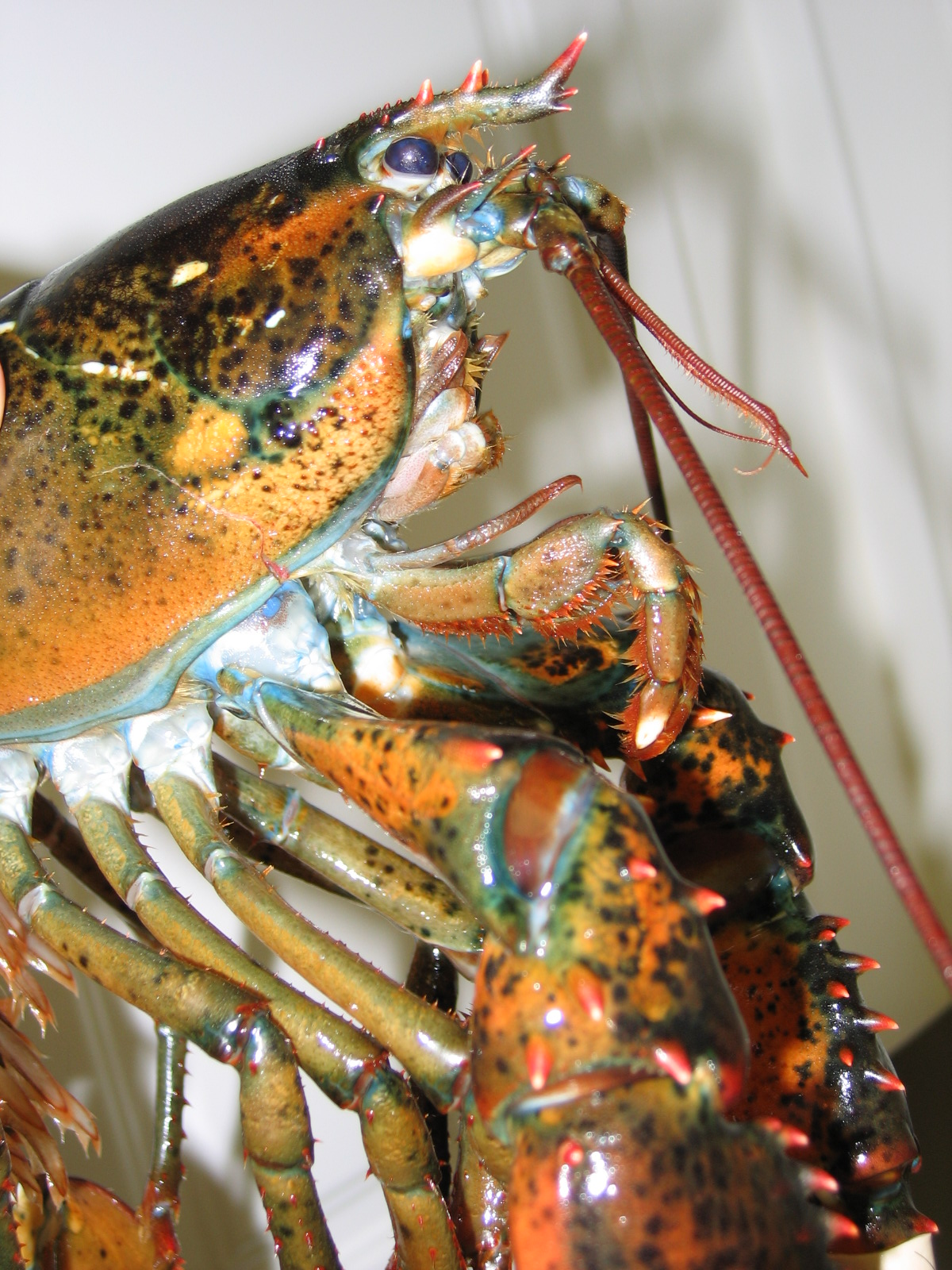
Perfil da parte anterior de H. americanus.

A lagosta-americana é um dos maiores crustáceos conhecidos, com dimensões que geralmente estão entre os 20 e os 60 cm de comprimento, com pesos entre os 0,5 e os 4 kg. Já foram capturados espécimes com cerca de 1 metro de comprimento e cerca de 16 kg de peso, com um máximo de cerca de 20 kg, o que faz desta espécie o crustáceo mais pesado que se conhece. H. americanus, em conjunto com a espécie Sagmariasus verreauxi, é também o crustáceo decápode mais longo com registo comprovado, com um recorde documentado de 64 cm (excluindo as pinças e pernas). De acordo com Guinness World Records, o  crustáceo mais pesado de que há registo foi uma lagosta-americana capturada nas águas da Nova Scotia, Canada, com um peso de 20,1 kg.
São organismos bênticos, de vida solitária, que vivem sob rochas em lugares onde existam cavidades que lhes permitam ocultar-se dos seus predadores.
São de hábitos nocturnos, com uma etologia complexa, exibindo elevada curiosidade face a objectos que caiam sobre o fundo do mar, saindo dos seus abrigos logo que escurece em longos percursos exploratórios em busca de comida.
Os principais predadores naturais desta espécie são os grandes peixes demersais, como os bacalhaus e a juliana (Pollachius pollachius). Já foi assinalado canibalismo na espécie, sendo os juvenis predados por espécimes de maiores dimensões.
A espécie passa por diversas ecdises (mudas) da sua carapaça  durante a fase juvenil, mas passa a ter apenas uma muda ao ano após atingir a maturidade sexual (cerca dos 4 anos de idade), podendo mesmo ter períodos entre mudas superiores a um ano. Quando se aproxima o período de muda, começa a crescer uma nova cutícula sob a carapaça.
Os ovos são pequenos, de coloração esverdeada, com cerca de 1 mm de diâmetro. São transportados pela fêmea na face inferior da cauda por um período de aproximadamente um mês, após o que são libertados e eclodem. O número de ovos por postura varia entre as dezenas e mais de um milhar, mas a taxa de sobrevivência é baixa, estimando-se que seja de aproximadamente 0,1 % no meio natural.
A espécie filogeneticamente mais próxima de H. americanus é o lavagante-europeu, Homarus gammarus. As duas espécies são morfologicamente muito semelhantes e podem ser cruzadas artificialmente, mas a ocorrência de hibridização natural nunca foi comprovada, sendo improvável pois as áreas de distribuição natural das duas espécies não se sobrepõem. As suas espécies distinguem-se pelas seguintes características:
- O rostrum de H. americanus apresenta um ou mais espinhos na parte inferior, protuberâncias que estão ausentes em H. gammarus;
- Os espinhos nas pinças de H. americanus são avermelhados ou com as extremidades vemelhas, enquanto em H. gammarus são esbranquiçadas ou com as extremidades brancas;
- A face inferior da carapaça de H. americanus é alaranjada ou vermelha, enquanto a de H. gammarus é esbranquiçada, de cor creme ou de um avermelhado muito pálido.

### Reprodução
Para um casal de lavagantes-americanos, o sexo é assim: durante dias, a fêmea esguicha urina para o esconderijo do macho desejado. Seduzido pelo cheiro, ele deixa-a entrar.
Nos preliminares, acariciam-se com as antenas e com as patas cobertas de receptores responsáveis pelo paladar. O exercício dura vários dias.
Depois da fêmea estar certa de que o macho a protegerá, ela “despe-se”, libertando-se da carapaça dura e da bolsa onde guardara o esperma do parceiro anterior. A muda de carapaça deixa-a com uma nova, perigosamente macia. O macho monta guarda durante a meia hora necessária para que a nova “indumentária” se torne resistente. De seguida, usando as pinças, suspende-se sobre a fêmea e levanta-a, segurando-a pelas patas. Nessa altura, a carapaça da fêmea já tem uma nova bolsa de esperma, pelo que o macho injecta aí o seu por um apêndice.
A missão está cumprida.
Assim que uma fêmea parte, o macho recebe outra. A fêmea, entretanto, usará o esperma para fertilizar milhares de ovos, que transporta sob a cauda durante cerca de um ano até as larvas eclodirem.

## Distribuição natural
A espécie tem distribuição natural ao longo da costa atlântica da América do Norte, desde a Península do Labrador atá ao norte do Cabo Hatteras. A sua máxima abundância ocorre nas águas frias da costa do Maine e Massachusetts, mas é frequente nas águas da Terra Nova e da Península do Labrador, onde atinge as maiores dimensões. A sul das costas de New Jersey a espécie é pouco comum, com as descargas em Delaware, Maryland, Virginia e Carolina do Norte a representarem conjuntamente menos de 0.1% do total de capturas comerciais. Uma garra fóssil atribuída à espécie Homarus americanus doi encontrada em Nantucket e datada como originária do Pleistoceno.